# Sergent Benton
Le Sergent Benton est un personnage de fiction joué par John Levene dans la série Doctor Who, c'est un soldat d'UNIT, (United Nations Intelligence Taskforce) une unité chargée de défendre la Terre des attaques d'extraterrestres. Le personnage est apparu aussi bien dans des épisodes où le Docteur est joué par  Jon Pertwee, et change régulièrement de grade, passant de caporal, à sergent jusqu'à sergent-major.
Le sergent Benton apparaît dans 16 serials durant les saisons 6 à 13

## Apparition
Même si John Levene joue le rôle d'un soldat anonyme dans l'épisode « The Web of Fear », la première apparition en tant que tel d'un personnage nommé Benton est l'épisode de 1968 « The Invasion » où il est un Caporal de UNIT. Dans le prochain épisode le faisant apparaître, « The Ambassadors of Death » (1970) il a été promu sergent. Il entre rapidement en camaraderie avec le Docteur, Captain Mike Yates et le Brigadier Lethbridge-Stewart. Les épisodes où Benton apparaît sont liés aux épisodes où le troisième Docteur (joué par Jon Pertwee) et le quatrième Docteur (joué par Tom Baker) est engagé comme conseiller scientifique de UNIT.
Il affrontera de nombreux envahisseurs célèbres de la série comme les  Cybermen, les Daleks, le Maître et les Autons.
Benton est promu officier lors des événements de l'épisode « Robot » (1974) et officier major dans « The Android Invasion » (1975) qui reste le dernier épisode où il apparaît. La dernière fois que l'on entend parler de lui, c'est dans l'épisode de 1983 Mawdryn Undead lorsque le Brigadier explique qu'il s'est retiré de l'armée en 1979 et est devenu vendeur de voiture.

## Caractéristiques
Benton est un membre de l'armée de terre britannique et l'on en sait assez peu sur sa vie en dehors de UNIT mis à part qu'il a une petite sœur. Son prénom n'a jamais été révélé.
Benton apparaît souvent lorsque le Brigadier à besoin d'un homme de main pour l'aider. Benton est un soldat assez terre à terre, il est fiable, loyal, simple et plein de sens communs. Il ne paraît pas si étonné que ça de voir que le TARDIS est plus grand à l'intérieur qu'à l'extérieur et que le Docteur puisse changer de visage. C'est un personnage comique par son côté "simple." Il ne comprend pas tout ce que dit le Docteur ou ses explications, mais il le croit et l'estime. Ainsi, dans « Invasion of the Dinosaurs » alors que ses supérieurs ont mis le Docteur aux arrêts, il demande au Docteur de l'assommer pour qu'il puisse s'enfuir.
On le voit flatter les assistantes du Docteur comme Jo Grant ou Sarah Jane Smith mais sans qu'il n'y ai de relation poussée.
N'ayant voyagé qu'une seule fois dans le TARDIS, son statut de "compagnon" du Docteur est régulièrement débattu par les fans et les auteurs de livre sur la série. 

## Autres médias
Le personnage de Benton réapparaît dans de nombreux comics book, romans ou pièces radiophoniques dérivées de Doctor Who, mais ceux-ci ne correspondent pas à la canonicité de la série et se contredisent eux-mêmes.